# Distrikt Hualmay
Der Distrikt Hualmay liegt in der Provinz Huaura im Norden der Region Lima im zentralen Westen von Peru. Der 5,81 km große Distrikt ist deckungsgleich mit der Stadt Hualmay. Beim Zensus 2017 lebten 28.765 Einwohner im Distrikt. Im Jahr 1993 betrug die Einwohnerzahl 23.675, im Jahr 2007 26.808.

## Geographische Lage
Die an der Pazifikküste gelegene Stadt Hualmay liegt 22 m über dem Meeresspiegel. Das Stadtgebiet grenzt im Süden an die Provinzhauptstadt Huacho, im Osten an die Stadt Cruz Blanca, im Norden, jenseits des Flusses Río Huaura, an die Stadt Huaura sowie im Nordwesten an den Küstenort Caleta de Carquín. Die Landeshauptstadt Lima liegt 122 km südsüdöstlich von Hualmay.